# Етсорп-число
Етсорп-число (просте, написане задом наперед), або ж Ітсорп-числа — це просте число (числа), що дадуть інше просте, будучи написаними задом наперед. Це визначення виключає прості числа-паліндроми. Таке ж значення мають терміни "реверсивне просте" та "зворотне просте", хоча вони можуть і включати прості числа-паліндроми. 
Послідовність ітсорп-чисел починається так: 13, 17, 31, 37, 71, 73, 79, 97, 107, 113, 149, 157, 167, 179, 199, 311, 337, 347, 359, 389, 701, 709, 733, 739, 743, 751, 761, 769, 907, 937, 941, 953, 967, 971, 983, 991, ... (послідовність A006567 з Онлайн енциклопедії послідовностей цілих чисел, OEIS.)
Станом на 2009 рік найбільшим етсорп-числом було 1010006+941992101×104999+1, знайдене Jens Kruse ще в жовтні 2007 року. Цікаво, що сума цифр цього числа (яка дорівнює 10,007) теж є етсорп-числом.
Ітсорп-числа є частковим випадком непаліндромних permutable primes. Як і для загальнішого випадку, питання про їхню нескінченну кількість є відкритим.

## В інших системах числення
В дванадцятковій системі числення (цифри 10 і 11 позначаються розвернутими в протилежну сторону цифрами 2 і 3) початок послідовності ітсорп-чисел має вигляд
15, 51, 57, 5Ɛ, 75, Ɛ5, 107, 117, 11Ɛ, 12Ɛ, 13Ɛ, 145, 157, 16Ɛ, 17Ɛ, 195, 19Ɛ, 1ᘔ7, 1Ɛ5, 507, 51Ɛ, 541, 577, 587, 591, 59Ɛ, 5Ɛ1, 5ƐƐ, 701, 705, 711, 751, 76Ɛ, 775, 785, 7ᘔ1, 7ƐƐ, Ɛ11, Ɛ15, Ɛ21, Ɛ31, Ɛ61, Ɛ67, Ɛ71, Ɛ91, Ɛ95, ƐƐ5, ƐƐ7, ...